# 禄丰恐龙博物馆
禄丰恐龙博物馆，又称禄丰博物馆，是中华人民共和国云南省楚雄彝族自治州禄丰市的一家综合地志博物馆。1989年开始筹建，1991年10月26日正式开放，2009年5月被评为国家三级博物馆。馆舍位于金山南路95号，建筑面积1,666平方米，展厅面积976平方米。截至2024年该馆共有藏品1,624件（套），其中珍贵文物110件（套）。

## 历史
禄丰恐龙博物馆于1991年10月26日正式开馆，馆名由费孝通题写。2009年5月被评选为国家三级博物馆。2014年和云南大学合作，成立云南省古生物研究重点实验室禄丰工作站。
美国华裔地质学家和古生物学家卞美年教授曾经于1938年在禄丰县（現禄丰市）发现了大量侏罗纪时期恐龙骨架，最出名为禄丰龙属，属于侏罗纪时期板龙科。後來在禄丰县还发现了西瓦古猿的牙齿和骨架，这是一属已灭绝的中新世灵长目，和猩猩属有一定关联。

## 展厅
禄丰恐龙博物馆有恐龙厅、金铜造像厅、禄丰青花瓷器厅、禄丰历史文物厅和禄丰碑廊5个常设展厅，并在大洼恐龙山建有两处恐龙化石埋藏形态展厅。禄丰恐龙博物馆主展厅包括4只保存完整的恐龙骨架，身长2.4米至9米。除此之外还有世界各地恐龙照片展示，以及腊玛古猿化石。